# Ordensfamilie des Fleischgewordenen Wortes

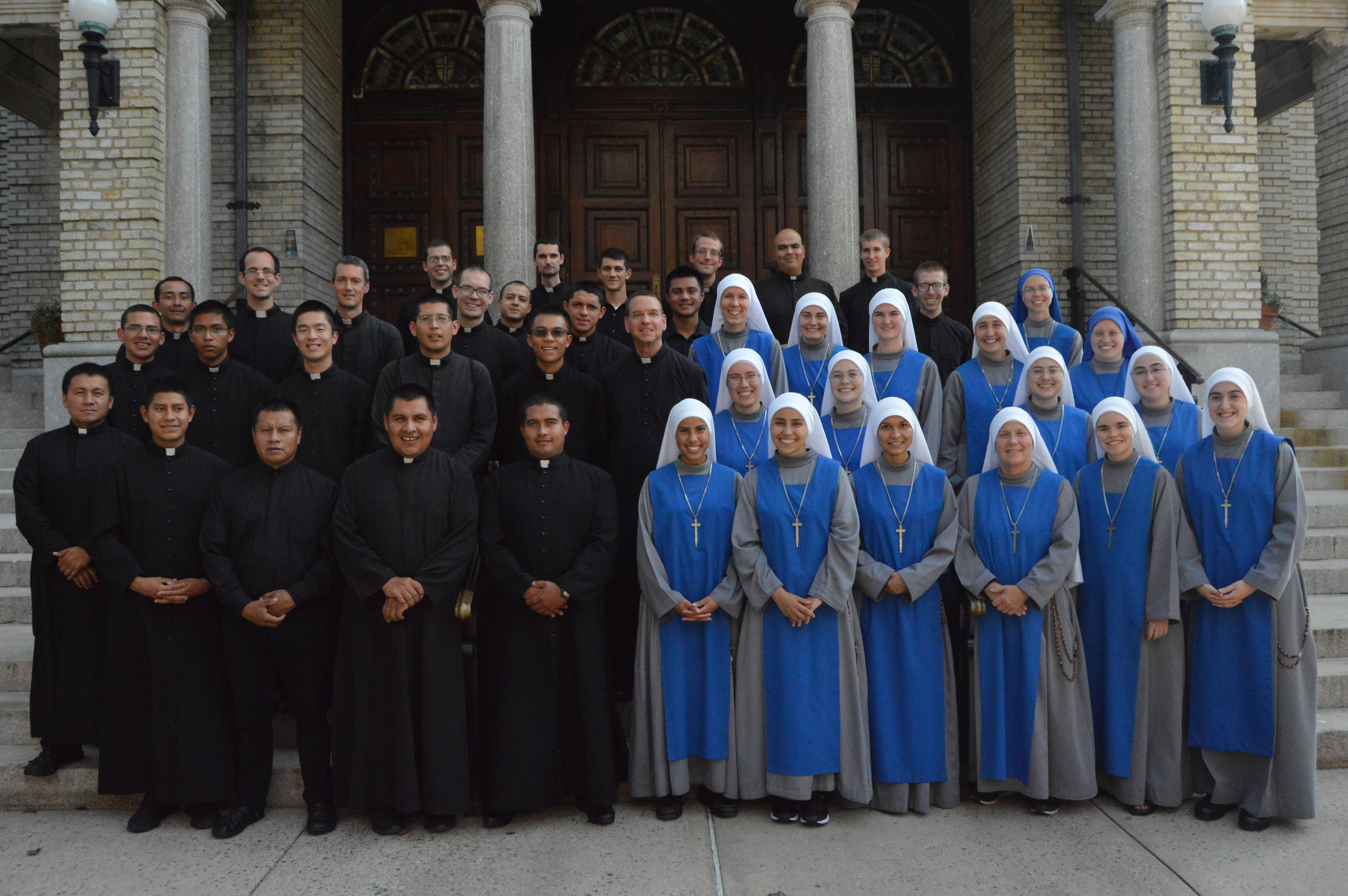
Die Novizinnen und Novizen bei einer Volksmission

Die Ordensfamilie des fleischgewordenen Wortes ist eine Ordensfamilie innerhalb der römisch-katholischen Kirche, in der die von Carlos Miguel Buela in Argentinien gegründeten Ordensinstitute verbunden sind. Die Familie besteht aus der 1984 in San Rafael gegründeten klerikalen Männerkongregation Institut des fleischgewordenen Wortes und der 1988 gegründeten Schwesternkongregation der Dienerinnen des Herrn und der Jungfrau Maria von Matará sowie einem Drittorden, der die mit der Ordensfamilie verbundenen Laiengruppen zusammenfasst.

## Zielsetzung und Aufgaben
Der Name der Gemeinschaft leitet sich aus dem Johannesprolog her: „Und das Wort ist Fleisch geworden und hat unter uns gewohnt und wir haben seine Herrlichkeit geschaut, die Herrlichkeit des einzigen Sohnes vom Vater, voll Gnade und Wahrheit.“ (Joh 1,14 ). Dies ist, so Papst Johannes Paul II. das „erste und grundlegende Geheimnis Jesu Christi“. Aus dem Geheimnis der Menschwerdung Inkarnation werde der Mensch berufen, „alles in Christus zu erneuern“ (Eph 1,10 ).
Die Familie des fleischgewordenen Wortes sieht ihre Aufgabe in der Evangelisierung der Kultur, damit „durch die Kraft des Evangeliums die Urteilskriterien, die bestimmenden Werte, die Interessenpunkte, die Denkgewohnheiten, die Quellen der Inspiration und die Lebensmodelle der Menschheit, die zum Wort Gottes und zum Heilsplan im Gegensatz stehen, umgewandelt werden“ (Evangelii Nuntiandi, 19).
Neben Ordensleuten, die in der Seelsorge, Karitas und Mission tätig sind, gibt es in beiden Zweigen auch kontemplative Gemeinschaften, die zurückgezogen in Klöstern leben.